# シーバード (高速フェリー)
シーバード（SEA BIRD）は、ヤスダオーシャンベッセルが運航していた高速フェリー。

## 概要
1991年にインキャットと高速フェリー建造のための技術提携を結んだ日立造船が、インキャットの設計を元に初めて建造した波浪貫通型双胴船である。
運輸施設整備事業団の船舶共有建造制度を利用し高速船「にっしょう」に代わり長崎 - 串木野航路へ就航し、1997年4月18日に1日2往復、所要時間2時間50分で運航を開始した。
日立造船初のウェーブピアサーとして就航した本船であるが、海上荒天時に船体内側にある2号主機、3号主機のシーチェスト（冷却水取入口）およびウォータージェットが空気を吸い込み主機が過回転となる不具合が生じており、1997年5月から7月にかけて、建造された神奈川工場で修理を受けた。空気吸引防止フィンが設置されたが、運航再開後も同様の不具合が発生した。12月3日には船首船底部に亀裂が発見され運休となり、1998年2月から3月下旬まで、神奈川工場で修理および検査を受け、空気吸引防止フィンが延長された。4月1日から所要時間を3時間に変更して運航を再開したが、ウォータージェットへの空気吸引は改善されず、繰り返し主機が過回転となったため、11月12日の航海中に3号主機のクランクピン軸受を焼損する機関損傷事故を起こした。2号主機および3号主機の修理が必要となったが、ヤスダオーシャンベッセル、日立造船、主機のメーカーである新潟鐵工所の間で折り合いがつかず、本船は串木野港に長期にわたって係船された。
その後、新会社ジェイオーシャンに引き継がれ、マダム・バタフライ（MADAM-BUTTERFLY）と改名して、2001年4月20日に長崎 -串木野航路に再就航した。再就航後は1日1.5往復（毎日1往復+奇数日長崎発・偶数日串木野発）・所要時間3時間40分で運航され、「ITカーフェリー」として船内でノートパソコンの無料貸し出しや無線LANサービスが行われていた。2002年11月からは1日1往復のみとなり2003年1月から運休し、4月に航路廃止となりその後韓国へ売却された。